# Ranking Mundial de Títulos no Hóquei em Patins (clubes)
Para ver o Ranking de seleções, veja Ranking Mundial de Títulos no Hóquei em Patins (seleções)
O Ranking Mundial de Títulos no Hóquei em Patins é uma listagem que considera os títulos nacionais e internacionais oficiais no escalão de seniores dos diversos clubes.

## Ranking de Títulos
| #  | Nome            | Títulos |
| -- | --------------- | --- |
| 1. | FC Barcelona    | 141 títulos 8 Taças Intercontinentais 22 Ligas dos Campeões, 1 Taça das Taças, 1 Taça WSE, 18 Taças Continentais, 6 Torneios Cidade de Vigo, 3 Taças Ibéricas, 1 Taça das Nações 33 Campeonatos de Espanha, 25 Taças do Rei, 13 Supertaças de Espanha, 8 Ligas Catalãs e 2 Campeonatos da Catalunha |
| 2. | FC Porto        | 77 títulos 1 Taça Intercontinental 3 Ligas dos Campeões, 2 Taças das Taças, 2 Taças WSE, 2 Taças Continentais 24 Campeonatos de Portugal, 1 Campeonato Metropolitano, 18 Taças de Portugal, 1 Elite Cup e 23 Supertaças de Portugal                                                                 |
| 3. | SL Benfica      | 65 títulos 2 Taças Intercontinentais 2 Ligas dos Campeões, 2 Taças WSE, 3 Taças Continentais, 1 Torneio Cidade de Vigo, 1 Taça das Nações 24 Campeonatos de Portugal, 5 Campeonatos Metropolitanos, 14 Taças de Portugal, 1 Taça 1947, 1 Elite Cup e 8 9 Supertaças de Portugal                     |
| 4. | Hockey Novara   | 58 títulos 3 Taças WSE 32 Campeonatos de Itália, 20 Taças de Itália e 3 Taças da Liga de Itália |
| 5. | HC Liceo Coruña | 56 títulos 5 Taças Intercontinentais 6 Ligas dos Campeões, 2 Taças das Taças, 3 Taças WSE, 6 Taças Continentais, 13 Torneios Cidade de Vigo 8 Campeonatos de Espanha, 10 Taças do Rei e 3 Supertaças de Espanha                                                                                     |

- Nota: As parcelas das competições dizem respeito a todas as designações da mesma competição apesar de ser mencionada apenas a atual designação (ou a última designação no caso de a competição ser extinta).